# Góra Siewierska
Góra Siewierska is een plaats in het Poolse district  Będziński, woiwodschap Silezië. De plaats maakt deel uit van de gemeente Psary en telt 770 inwoners.